# Скалігери

Герб Скалігерів

Скалігери або делла Скала (Scaligeri, della Scala) — італійський рід, до якого належали сеньйори Верони, що правили частиною північно-східної Італії з 1260 до 1387 року, коли Верона була захоплена Вісконті, а потім перейшла під владу роду Каррара. Ім'я походить від італійського слова «scala» — сходи. Саме вони зображувалися на фамільному гербі Скалігерів.

## Історія
Належали до веронської заможної родини — торгівців тканинами. Першим відомим Скалігері був Ардоїно делла Скала, діяльність якого відноситься до початку XII ст. Його синами були Адам делла Скала, що був міським суддею, та Балдуїн, якого обрано консулом міста 1147 року. Онук Балдуїна — Якопіно  брав участь у головній раді міста під час участі в Ломбардській лізі, що протистояла Фрідріху I, імператору Священної Римської імперії.
Початок могутності сімейства поклав син Якопіно — Мастіно I, обраний в 1260 році капітаном народу. Коли 1262 року Головна рада комуни Верони відмовилися обрати його на посаду подести, Мастіно делла Скала вчинив заколот, і встановив довічну синьорію в місті. 1277 року група аристократів, незадоволених правлінням Мастіно I, організувала проти нього змову, правителя було вбито.
Його брат Альберто спадкував йому й поклав початок могутності нової держави. До 1300 року Вероні корилися Мантуя, Реджіо, Парма, Фельтре, Беллуно, маркграфство Трентіно і Есте. Після смерті Альберто I правили троє його дітей, Бартоломео (1301—1303 ), Альбойно (1303—1311) і Кангранде.
Найбільшого піднесення держава сягнула за часів правління Кангранде I (1311—1329), що уславився як полководець і правитель. В ході воєн було захоплено Падую, Тревізо і Віченцу.
Після його смерті владу в Вероні успадкували його небожі Мастіно II і Альберто II У 1332 році було захоплено Брешію, а в 1335 році війська Скалігерів заволоділи Пармою (вчергове), а пізніше — і Луккою. Амбіції династії викликали спротив сусідніх держав. 1337 року проти Верони сформувався союз, що складався з Флоренції, Венеції, Феррари, Мілана. Під час трирічної війни (1337—1339) Мастіно II зазнав поразки і його володіння зменшилися до Верони і Віченци.
Після смерті Мастіно II в 1351 році почалася боротьба за владу між його нащадками: між Кансіньоріо, Кангранде II і Паоло Альбойно. Після смерті Кансіньоріо в 1375 році його сини Антоніо і Бартоломео II також почали боротьбу за владу.
Престиж династії Скалігерів значно впав. Коли в 1387 році проти Антоніо делла скала виступив Джан Галеаццо Вісконті, герцог Мілану, той залишився без будь-якої підтримки, містяни залишили його. 19 жовтня 1387 року в Верону увійшли міланці. Влада скалігері завершилася.
У 1390 році син Антоніо — Кан Франческо — намагався повернути владу Скалігерів в Вероні, але безуспішно. Більш вдалим виявився син Кангранде II — Гульєльмо, який 17 квітня 1404 року за підтримки веронців вигнав міланців з міста. Проте через 11 днів він був вигнаний з Верони і убитий. Після цього місто перейшло у володіння родини Каррара. Проте вже 1405 року Верону захопила Венеційська республіка.
Представники роду перебралися до імператорського двору Венцеслава та Сигізмунда Люксембургів, намагаючись здобути підтримку для повернення Верони, що була імператорським ф'єфом. Протягом 1405—1500 років перебували в Баварії, де отримали у володіння Лейтер.
У 1500 році імператор Максиміліан I Габсбург підтвердив права Скалігерів на Верону і Віченцу, проте воно не мало жодних наслідків. На цей час Скалігери перетворилися на баварську шляхту. Саме з цього періоду стали називатися Скалігер. З 1680-х років професором Лейденського університету був Жозеф Жюст Скалігер.
Остання представниця роду — Джованна — померла 1654 або 1655 року, передавши володіння чоловікові Георгу Сигізмунду фон Ламбергу.

## Стосунки із церквою
За Скалігерів найважливіше абатство Сан-Дзено (Святого Зенона) контролюється безпосередньо володарями Верони. Цьому сприяло призначення Джузеппе делла Скала, сина Альберто I. У цей період церква Верони має мало відносин з Римською курією, лише намагається підтримувати нейтралітет з ними у зовнішній політиці, уникаючи прямих контактів і конфліктів.
Під час правління Сеньйорії Скалігерів Капітул каноніків Кафедрального Собору (законодавчий орган церкви міста) підтримував володарів делла Скала, навіть у випадках порушень законів церкви і традицій. Бастарди (байстрюки) делла Скала стають важливими релігійними діячами, очолюють монастирі, церкви і абатства, часто призначення каноніками відбувається в дитинстві.
Скалігери підтримували церковні ордени францисканців, доменіканців та августинців, вигнавши бенедиктинців.

## Розбудова міста
Для захисту Верони було споруджено систему захисту. Фортечні стіни, побудовані в період правління Скалігерів, складалися з 22 потужних веж, захищали міські райони Сан Дзено, Сан Проколо і Оньісанті. Важливішу частину складав комплекс споруд Порта Катена-Порта Фура. Більшу частину споруджено під орудою архітектора Кальцоларо.
Квартал синьорів став справжньою фортецею в центрі міста: з палацом володаря, Трибуналом, а на місці площі Індепенденцей був величезний зелений парк, обнесений кам'яними стінами. Було споруджено «Арку Скалігерів» — надгробки правителів міста цієї династії. Вони розташовані поблизу Старої церкви Богоматері (Санта-Марія-Антіка). Ці надгробки, прикрашені кам'яними шатрами з башточками і статуями, вважаються видатною пам'яткою італійського мистецтва епохи Відродження. Особливо прикрасою є статуї «Помірність, що ллє вино і воду з глечиків», «Алегорія Верони» (з короною на голові), «Алегорія Віченци», «Алегорія Правосуддя з головою тирана в руках».
Багато прикрашався кафедральний собор, монастирі, зводилися церкви, Скрипоторіум. У Вероні за підтримки Скалігерів сформувалася школа мініатюристів.
1276 року було прийнято міський статут, яким розширено систему освіти, надано можливості здобути освіти більшої кількості веронців. 1339 року було засновано університет в Вероні.